# وستا-پروشا
در یک کتاب قدیمی هندی چنین آمده‌است که «در زمان‌های دور شی ای که نه می‌توان آن را با نامی توصیف نمود و نه شکل آن مشخص و معلوم بوده وجود داشته‌است. این شی زمین و آسمان را پوشانده بود و زمانی که خدایان این شی را دیدند، آن را گرفته و با صورت بر زمین کوفتند. هنگام پرت کردن این شی بر روی زمین خدایان خود نیز به آن چسبیدند. برهما که شی را توسط خدایان تسخیر نموده بود آن را وستا-پروشا نامید». ولواهسن توضیح می‌دهد که نام گذاشته شده به این شکل ماندالا می‌باشد. بنابراین وستا-پروشا ماندالا در واقع فرمی است که وجود و دنیای پدیده‌ها تابع آن هستند.  وستا-پروشا ماندالا تصوری از قوانین حاکم بر جهان است که انسان نیز مانند زمینی که بر روی آن می‌زید مقهور آن می‌باشد.